# KkStB 98
KkStB 98 — танк-паротяг Ц.к.Австрійської Державної залізниці (KkStB).

## Історія
KkStB замовила у Lokomotivfabrik der StEG 4 паротяги для Коломийської локальної залізниці , яка знаходилась під її управлінням. Технічні дані паротягів були невисокими. Сліди пари паротягів загубились наприкінці війни.

### Паротяги KkStB 98
|                 |                               |                       |                  |                |                             |            |
| Фабричний номер | Виробник                      | Позначення            | Позначення kkStB | kkStB (з 1905) | Після війни                 | Списано    |
| StEG 1920/86    | Lokomotivfabrik der StEG.1886 | LCJE 031 "KNIAŻDWÓR"  | 9801             | 98.01          |                             | 10.08.1910 |
| StEG 1921/86    | Lokomotivfabrik der StEG.1886 | LCJE 032 "PECZENIŻYN" | 9802             | 98.02          | 1914 Росія → 1915 kkStB → ? |            |
| StEG 1922/86    | Lokomotivfabrik der StEG.1886 | LCJE 033 "KOŁOMYA"    | 9803             | 98.03          |                             | 1917       |
| StEG 1923/86    | Lokomotivfabrik der StEG.1886 | LCJE 034 "SŁOBODA"    | 9804             | 98.04          |                             | 1909       |

### Технічні дані паротяга KkStB 98
|                              |                          |
| Розміри                      | Параметри                |
| Роки випуску                 | 1886                     |
| Країна-виробник              | Австро-Угорська імперія  |
| Завод-виробник               | Lokomotivfabrik der StEG |
| Ширина колії                 | mm                       |
| Тип                          | C n2t                    |
| Кількість циліндрів          | 2                        |
| Діаметр циліндрів            | 290 мм                   |
| Хід поршня                   | 350 мм                   |
| Діаметр рушійних коліс       | 740 мм                   |
| Загальна база рушійних коліс | 1.900 мм                 |
| Тиск пари                    | 14 атм.                  |
| Кількість труб нагріву       | 132/144                  |
| Випаровуюча поверхня котла   | 45,2/45,8 м²             |
| Площа труб нагріву           | 3.0/4,8 м²               |
| Площа колосникових ґрат      | 0,76 м²                  |
| Маса паротяга порожнього     | 16,4 т                   |
| Маса паротяга робоча         | 22,3 т                   |
| Зчіпна маса локомотива       | 20,0 т                   |
| Швидкість                    | 35 км/год                |
| Запас води                   | 2.3 м³                   |
| Запас вугілля                | 1,2 м³                   |